# Shadow et moi
Pour les articles homonymes, voir Shadow.
Pour plus de détails, voir Fiche technique et Distribution.
Shadow et moi est un film néerlandais de Steven de Jong avec Levi van Kempen, Liza Sips, Valerie Pos et Job Bovelander, sorti en 2011. En France, il est sorti directement en DVD le 4 avril 2012.

## Synopsis
Lisa, une adolescente passionnée d'équitation, vient sur l’île d’Ameland passer ses vacances avec sa famille. Elle rencontre Kai, le jeune homme qui détient le ranch au bord de la plage. Il lui présente son étalon noir Shadow, qu'il ne monte plus depuis un drame pendant son enfance. Lisa entame un long travail pour redonner confiance à Shadow et Kai,. 

## Distribution
Le cheval Shadow est joué par Neapolitano, un cheval de spectacle aguerri, qui a notamment joué dans Apassionnata.
- Gaby Blaaser : Jorine.

## Diffusion
L'avant-première du film a eu lieu le 5 juin 2011 à Amsterdam.

## Réception critique
Le film, destiné à un public d'adolescentes passionnées de cheval, reçoit un accueil mitigé, en raison notamment de son scénario prévisible et peu original[réf. nécessaire].